# Schlacht bei La Belle Famille
Europäischer Kriegsschauplatz:
Pirna* – Lobositz* – Prag* – Kolin* – Hastenbeck** – Groß-Jägersdorf* – Moys* – Hastenbeck* – Roßbach* – Breslau* – Leuthen* – Rheinberg** – Krefeld** – Domstadtl* – Olmütz* – Mehr** – Zorndorf* – Saint-Cast – Hochkirch* – Bergen** – Kay* – Minden** – Kunersdorf* – Lagos*** – Hoyerswerda* – Bucht von Quiberon*** – Maxen* – Koßdorf* – Landeshut* – Emsdorf** – Warburg** – Liegnitz* – Berlin* – Kloster Kampen** – Torgau* – Döbeln* – Vellinghausen** – Ölper** – Burkersdorf* – Reichenbach* – Freiberg*
(* Dritter Schlesischer Krieg, ** westlicher Kriegsschauplatz – Großbritannien/Kur-Hannover u. a. Alliierte gegen Frankreich, *** Seeschlacht)
Amerikanischer Kriegsschauplatz:
Siebenjähriger Krieg in Nordamerika und der Karibik
Monongahela – Lake George – Carillon – La Belle Famille – Québec – Beauport – Abraham-Ebene – Sainte-Foy – Restigouche – Tacky’s Rebellion – Belagerung von Havanna – Pontiac-Aufstand
Asiatischer Kriegsschauplatz:
Dritter Karnatischer Krieg
Kalkutta – Chandannagar – Plassey – Cuddalore – Negapatam – Condore – Madras – Masulipatam – Pondicherry I – Chinsurah – Wandiwash – Pondicherry II – Manila – Palaris-Aufstand
Die Schlacht bei La Belle Famille am 24. Juli 1759 war eine der entscheidenden Schlachten des von 1754 bis 1763 geführten Franzosen- und Indianerkriegs.

## Ausgangslage
Im Sommer 1759 stieß der britische General Jeffrey Amherst entlang des Lake George und des Lake Champlain nach Norden vor und nahm Ticonderoga (25. Juni 1759) und Fort Crown Point ein. Eine Abteilung seiner Armee unter Brigadier John Prideaux belagerte das strategisch wichtige Fort Niagara an der Mündung des Niagara in den Ontariosee. Zur Unterstützung des Forts wurde von französischer Seite eine Entsatzarmee unter Captain François de Lignery entsandt.

## Verlauf
Die französischen Truppen unter de Lignery bestanden aus etwa 800 französischen Regulären und Milizionären und etwa 500 Indianern. Die britischen Truppen wurden von Lt. Colonel Eyre Massey sowie von Häuptling Sayenqueraghta geführt. Sie zählten etwa 350 Soldaten, 100 New Yorker Milizangehörige und 450 Krieger der Irokesen.
In Erwartung des französischen Entsatzheeres hatten die britischen Truppen etwa drei Kilometer entfernt vom Fort Verteidigungsanlagen entlang der Straße errichtet. In den folgenden Gefechten wurden die französischen Truppen zurückgeschlagen, wobei sie schwere Verluste erlitten (mindestens 334 Gefallene, während 96 Mann in Gefangenschaft gerieten). Nachdem der Entsatzversuch durch diese Niederlage gescheitert war, sah sich die Besatzung des Forts am folgenden Tag zur Kapitulation gezwungen.
Siehe auch: Zeittafel der Indianerkriege